# 下温登
下温登（荷蘭語：Neerwinden，荷蘭語發音：[ˈneːrʋɪndə(n)]），或纯音译作内尔温登，是比利时弗拉芒大區弗拉芒布拉班特省的一个村庄，与上温登相邻。下温登原为一独立市镇，1977年，下温登与邻近的13个市镇并入市镇兰登。